# حسینیه آل رسول
حسینیه آل رسول مربوط به دوره قاجار است و در چابهار، بلوار شهید ریگی، خیابان وحدت واقع شده و این اثر در تاریخ ۷ مهر ۱۳۸۱ با شمارهٔ ثبت ۶۱۰۱ به‌عنوان یکی از آثار ملی ایران به ثبت رسیده است.